# Vampyr
Vampyr (Duits: Vampyr - Der Traum des Allan Grey) is een psychologische horrorfilm uit 1932 van de Deense regisseur Carl Theodor Dreyer. Het was Dreyer's eerste geluidsfilm en werd opgenomen in Duits, Frans en Engels. De film werd aanvankelijk slecht ontvangen, maar wordt tegenwoordig beschouwd als een hoogtepunt uit het oeuvre van Carl Dreyer.

## Verhaal
Allan Grey is een dromerige jongeman, die een interesse heeft in occulte kennis. Nadat hij arriveert in een herberg wordt hij in de nacht bezocht door een oude man. Deze oude man laat een boek achter over vampirisme, dat pas na zijn dood mag worden geopend. Allan Grey voelt na het vertrek van de oude man een vreemde aandrang om naar buiten te gaan. Eenmaal buiten, arriveert hij bij een oud en afgelegen kasteel. Hij ziet door een raam dat de oude man wordt neergeschoten en besluit naar binnen te gaan. De oude man sterft en laat zijn huishouden en twee dochters Léone en Gisèle achter. Gisèle ligt op sterven, omdat zij onder invloed van een vampier staat. Allan Grey wordt geconfronteerd met meer vreemde gebeurtenissen tijdens zijn verblijf in het kasteel. Na verloop van tijd komt hij erachter dat er een vampier achter de vreemde gebeurtenissen zit. Hij en een huisbediende besluiten om de vampier te doden. Na de dood van de vampier keert alles terug naar normaal.

## Rolbezetting
| Acteur           | Personage         |
| ---------------- | ----------------- |
| Julian West      | Allan Grey        |
| Maurice Schutz   | Kasteelheer       |
| Rena Mandel      | Gisèle            |
| Sybille Schmitz  | Léone             |
| Henriette Gérard | Marguerite Chopin |

## Trivia
- Regisseur Carl Theodor Dreyer kon de film maken met financiële ondersteuning van Nicolas de Gunzburg. De Gunzburg stelde als voorwaarde dat hij de hoofdrol zou vertolken in de film.
- De rolverdeling van de film bestaat voor een groot deel uit mensen zonder acteerervaring.
- Carl Dreyer regisseerde pas na tien jaar zijn volgende film Vredens dag (1943)